# Aechmea fulgens
Aechmea fulgens  es una especie botánica bromélida,  usada como planta ornamental. Crece en Brasil, especialmente en los estados de Bahia y Pernambuco.

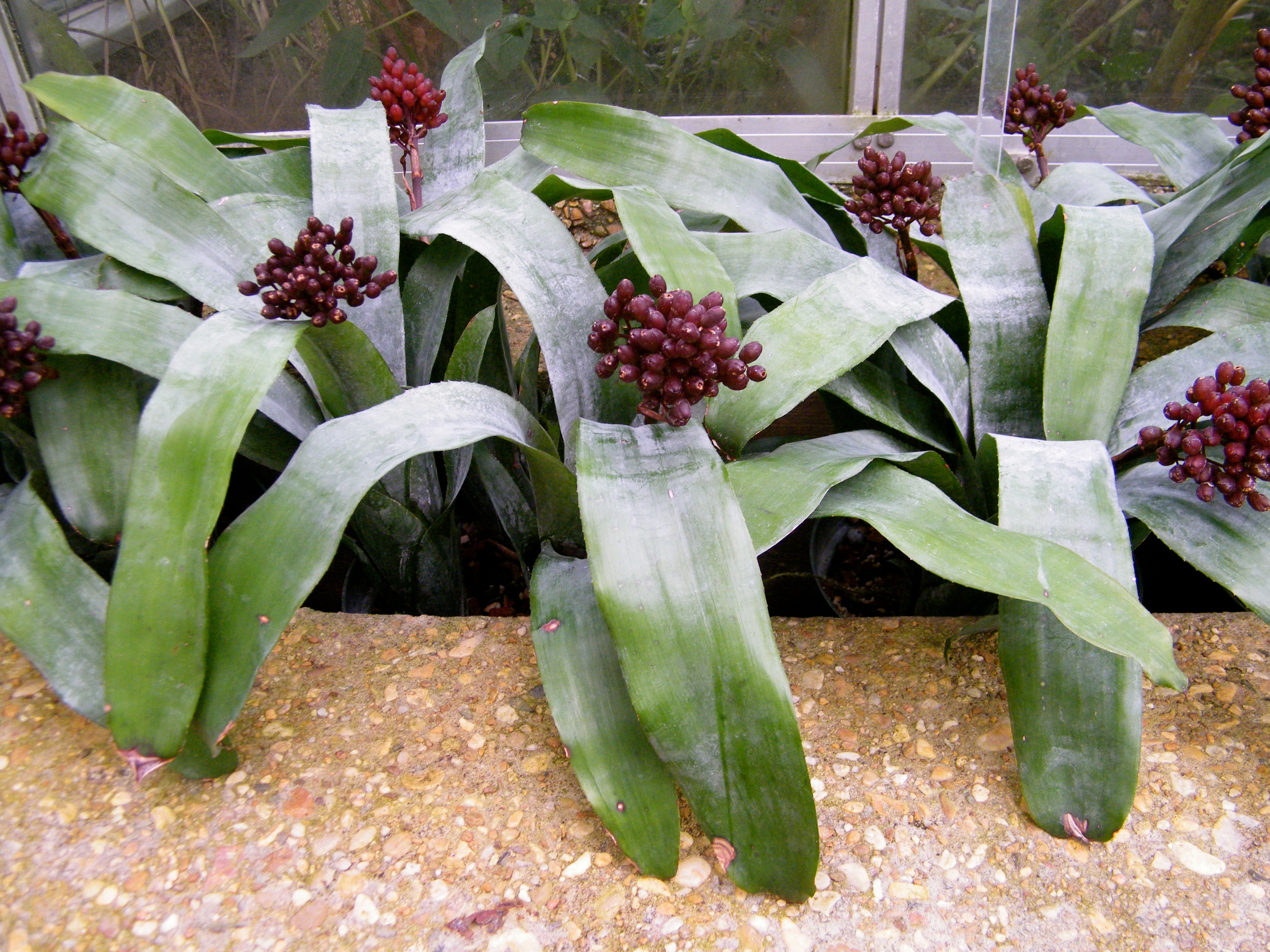
Vista de la planta

## Descripción
La especie Aechmea fulgens tiene hojas verdes por el haz y púrpura por el envés; flores con cáliz rojo brillante y pétalos violáceos; A. fulgens var. discolor es nativa de la Guayana, con follaje verde oliváceo y envés rojizo; inflorescencia rojo coral o púrpura; frutos bayas rojas.

## Taxonomía
Aechmea fulgens fue descrita por Adolphe Theodore Brongniart y publicado en Annales des Sciences Naturelles, Botanique II. 15: 571. 1841.
Etimología
Aechmea: nombre genérico que deriva del griego akme ("punta"), en alusión a los picos rígidos con los que está equipado el cáliz.
fulgens: epíteto latino que significa "brillante".
Sinonimia
- Aechmea discolor C.Morren
- Aechmea fulgens var. disolor (C.Morren) Brongn. ex Baker
- Lamprococcus fulgens (Brongn.) Beer
- Lamprococcus fulgens var. discolor (C.Morren) Brongn. ex Beer[5][6]